# Rosa Guerra
Rosa Guerra   (Buenos Aires, 1834 - 18 d'agost de 1864) va ser una educadora, dramaturga, poeta i periodista argentina defensora de la igualtat de gènere i, per tant, pionera del feminisme. Va ser una de les primeres dones en publicar novel·les al seu país, amb la seva obra Lucía Miranda del 1860.

## Biografia
Rosa Guerra va néixer a Buenos Aires, Argentina. La seva data de naixement no se sap amb exactitud, però va ser segurament durant el 1834, tot i que algunes biografies indiquen que va néixer el 1804. Desde jove va mostrar un fort interès en la llibertat i l'educació de les dones, així que va començar a treballar com a mestra d'una escola religiosa.

El 1852, després de la caiguda del dictador Juan Manuel de Rosas, va començar a publicar el seu propi diari bisemanal, La Camelia, que a més era el segon diari literari femení del país, després d'un titulat La Aljaba. Aquest diari, gestionat i escrit per ella mateixa amb l'ajuda de diverses col·laboradores anònimes, proposava l'igualtat social i emancipació de les dones, a més d'emfatitzar l'urgència d'educar científicament a les nenes i les dones: 
Les nostres joves vegeten en l'aprenentatge del piano, del dibuix i d'altres foteses, que encara que són un adorn en la infantesa, de res els són útils, quan passen a omplir la missió de mares i d'esposes; no obstant, no ens oposem a que se'ls ensenyi tot el que arribi a embellir-les, sense perjudici dels coneixements que han d'adquirir de les ciències que han de fer valer davant la societat en favor de si i dels seus fills. […] Que finalitzi entre nosaltres aquest fanatisme ridícul i perjudicial, de que no precisem d'altres coneixements que els de l'agulla per ser a felices.
La Camelia era diferent de tota la resta del periodisme argentí d'aquella epòca, i va ser víctima de burles i crítiques per part de la premsa, de manera que va deixar de publicar-se al poc temps (l'11 de maig de 1852), al igual que li havia passat a La Aljaba.
El pròxim treball periodístic de Rosa Guerra, que va firmar en part sota el pseudònim Cecilia, va aparèixer dos mesos després de la desaparició de La Camelia. S'anomenava La Educación. Periódico religioso, poético y literario, i també tenia una temàtica bàsicament feminista. Va rebre més suport que el seu primer diari, tant comercial com social; amb tot, es va deixar de publicar el 7 d'agost de 1852, amb només tres números. Durant els anys següents, la seva carrera periodística va consistir en col·laborar amb diversos diaris: El Nacional, La Tribuna i La Nación Argentina.
L'any 1860 va publicar Lucía Miranda, la seva primera novel·la, i una de les primeres novel·les publicades per una dona a Argentina, que explica la història d'una dona capturada una tribu d'indis timbús timbús durant els primers anys de la colonització del Riu de la Plata.
El 1862, Rosa es converteix en la primera dramaturga del seu país amb el drama de tres actes Clemencia, on continua la seva crítica social i l'indicació de l'urgència de l'educació científica de la dona.
Rosa Guerra va morir dos anys després, el 18 d'agost de 1864, soltera (de fet no se sap de cap persona amb qui hagi tingut una relació), i postúmament aquell mateix any es va publicar el seu llibre de poemes titulat Desahogos del Corazón.